# شبح هالیوود
شبح هالیوود (انگلیسی: The Phantom of Hollywood) فیلمی به کارگردانی جین لویت است که در سال ۱۹۷۴ منتشر شد. از بازیگران آن می‌توان به جک کسیدی، پیتر لاوفورد، جکی کوگان، برودریک کرافورد، و جان آیرلند اشاره‌کرد.